# 色々な十字架
色々な十字架（いろいろなじゅうじか）は、日本のヴィジュアル系バンド。「90'sヴィジュアル系リバイバルバンド」として活動している。

## 概要
2020年、ティンカーベル初野ことtinkを中心に、エイプリルフール企画として結成された。当初はエイプリルフールのみの企画であったが、反響があったことから活動が継続されることとなった。
「90'sヴィジュアル系リバイバル」をコンセプトとしており、X JAPANやLUNA SEAなど、ヴィジュアル系バンドの先輩に対してリスペクトを込めた音楽活動を行っている。90年代らしい音を出すために、機材も古いものを使用している。
一方で、「ガキ」「ジジイ」「ババア」といった辛辣な言葉が使われるなど、「倫理観がなさすぎる歌詞」もコンセプトとなっている。
正統派ヴィジュアル系の耽美な音と、シュールな歌詞とが生み出す奇妙な世界観が反響を呼んだ要因の一つである。
メンバー5人全員が楽曲制作を行い、また、ライブでは全員が歌を歌うことがある。対して、歌詞は全てtinkが担当している。
ファンを「しし者」と、ライヴを「白サバト」と呼ぶ。「しし者」という名称は、ゲームなどでの「導かれし者」や「書物」という言い回しのような、崇高なテイストを誇張したものである。

## 来歴

### エイプリルフール企画として
ボーカルのtinkは、ティンカーベル初野という名義でソロ活動を行っており、4月1日のエイプリルフールには、毎年「半分ウソで半分ホントのアーティストをプロデュースする企画」を行っていた。
お茶の間でヴィジュアル系バンドが親しまれているのを見て育った初野は、ヴィジュアル系バンドへの憧れや変身願望があったことから、2020年のエイプリルフール企画として投稿されたのが、「色々な十字架」の楽曲『良いホームラン』だった。その際、tacato、kikato、misujiら3名のメンバーは、tinkが中心となって集められた。
コロナ禍の当時、『良いホームラン』には「元気になった」「面白かった」など好意的な反応が寄せられ、評判が良かったことから、2作目として『大きな大きなハンバーグ』が発表された。『大きな大きなハンバーグ』はgroup_inouのimaiがツイートしたことをきっかけに拡散され、中村弘二や、漫画家の石田スイにも反応された。tinkは、これによって「マジでライヴやったほうがいいんじゃね?」という空気になったと語っている。

### 活動の本格化
3作目の『凍らしたヨーグルト』も発表され、色々な十字架はついに初ライブを行うことになった。この頃、dagakiもバンドに加わり始める（正式加入は2022年3月）。
2021年12月15日、初ライブとして、WWWでのワンマンライブ『良い雰囲気の場所』が行われた。WWWは思い切って「広めの会場」として押さえられたものだったが、初回分のチケットは即日完売となった。2022年9月には、ヴィジュアル系の大型フェス『バグサミ2022』に出演。2023年7月12日には、初のフィジカル作品として1stフルアルバム『少し大きい声』を発売した。リリース記念イベントとして、東京のレコード店・ULTRA SHIBUYAでコラボカフェ「耽美ヶ原サービスエリア」が開催された。

## メンバー
tink（ボーカル/ティンカーベル初野）
バンド結成の中心人物。
楽曲の歌詞を担当しており、ワードセンスには松本人志やうすた京介の影響があるのではないかと語っている。
　
kikato（ギター/タカユキカトー）
tinkが普段からエンジニアとして世話になっており、『良いホームラン』のヴォーカル録りを担当した際に、「ギターがもう一人欲しい」と誘われたことから加入。
1stアルバム『少し大きい声』ではミキシングやマスタリングを担当している。
　
tacato.（ギター/me_me）
tinkとはイベントで知り合い、ヴィジュアル系バンドとしての活動経験があったことから声がかけられた。
　
misuji（ベース/伊藤亮 from ピンクシガレット）
結成の10年ほど前、tinkがオリジン弁当でアルバイトをしていた頃の先輩。
出会った当時の目玉商品が牛みすじ弁当であったことから「misuji」という名前になった。
　
dagaki（ドラム/金子タカアキ）
2022年3月加入。
当初から声はかけられていたが、予定や撮影場所の都合でエイプリルフール企画には未参加となっていた。
名前は中学時代に吹奏楽部で打楽器を担当していたことに由来する。

## ディスコグラフィ

### 配信限定シングル
| 発売日                       | タイトル                     |
| インディーズ（自主レーベル） | インディーズ（自主レーベル） |
| ---------------------------- | ---------------------------- |
| 2020年6月8日                 | 良いホームラン               |
| 2020年11月25日               | 大きな大きなハンバーグ       |
| 2021年6月2日                 | 凍らしたヨーグルト           |
| 2022年3月16日                | 蜜                           |
| 2022年8月24日                | 花言葉がうまれる会           |
| 2024年4月1日                 | Feel So Loved                |
| 2024年8月21日                | 知識                         |

#### アルバム
|     | 発売日         | タイトル           | 規格品番                                | 収録曲 | 備考 |
| --- | -------------- | ------------------ | --------------------------------------- | --- | ---- |
| 1st | 2023年7月12日  | 少し大きい声       | GEKR-1001(初回限定盤) GEKR-1002(通常盤) | 1. 6年生を送る会 2. 蜜 3. 大きな大きなハンバーグ 4. ＴＡＭＡＫＩＮ 5. 花言葉がうまれる会 6. 機械じかけの変態～ラケット女王様～ 7. 凍らしたヨーグルト 8. グローリー・デイズ 9. スイミーはそういうことではないです 10. ご飯が食べられる古書堂で 11. 良いホームラン |      |
| 2nd | 2024年11月13日 | 1年生や2年生の挨拶 | GEKR-1003(初回限定盤) GEKR-1004(通常盤) | 1. 繋がれた脳と線路という名の檻と赤 2. スワロウテイル 3. 耽美ヶ原小学校 校歌 4. 知識 5. ごぼう 6. GTO 7. LOST CHILD 8. かなり耽美(決定) 9. 汗拭きシートで冬来けり 10. 第13セクターの子供達へ 11. Highway to Tomorrow 〜ダイナミックおもらし〜                    |      |

## イベント

### ワンマンライブ
| 公演年 | 公演タイトル                                                   | 公演月日・会場            | 備考 | 出典          |
| ------ | -------------------------------------------------------------- | ------------------------- | --- | ------------- |
| 2021年 | 良い雰囲気の場所                                               | 12月25日 WWW X            | group_inouのimaiがゲスト参加。                                                                                               | [ 8 ]         |
| 2022年 | 楽しい行事とかを映し出す水晶玉                                 | 10月5日 WWW X             | 田島ハルコ&耽美friends(バイレファンキかけ子、ゆっきゅん、DEATHRO)がゲスト参加。 シングル『花言葉がうまれる会』リリース記念。 | [ 12 ] [ 13 ] |
| 2023年 | ☆えびす和紙の里で行う紙漉き体験☆                               | 11月21日 LIQUIDROOM       | 1stアルバム『少し大きい声』リリース記念。                                                                                    | [ 14 ]        |
| 2024年 | 車の上にスノボとかサーフィンの板を乗っけられるようにしてある車 | 11月23日 東京キネマ倶楽部 | チケット完売｡ニコニコ生放送にて独占生中継｡                                                                                   |               |